# Ivo Radovniković
Ivo Radovniković (* 9. Februar 1918 in Split; † 27. Oktober 1977 ebenda) war ein jugoslawischer Fußballspieler, der vorwiegend im Mittelfeld agierte. Er spielte während seiner gesamten Laufbahn für den NK Hajduk Split, mit dem er in den 1940er Jahren dreimal die kroatische Fußballmeisterschaft und 1950 die jugoslawische Fußballmeisterschaft  gewann. Radovniković absolvierte insgesamt 159 Punktspieleinsätze, in denen er 38 Tore erzielte.
In der Saison 1958/59 war er Cheftrainer von Hajduk Split.

## Erfolge
- Kroatischer Meister: 1941, 1945, 1946
- Jugoslawischer Meister: 1950